# أنتوني سبنسر
أنتوني سبنسر (بالإنجليزية: Anthony Spencer)‏ هو لاعب كرة قدم أمريكية أمريكي، ولد في 23 يناير 1984 في فورت واين في الولايات المتحدة.

## وصلات خارجية
- أنتوني سبنسر على موقع مرجع كرة القدم المحترفة.كوم (الإنجليزية)